# Dipodomys nitratoides
Dipodomys nitratoides är en däggdjursart som beskrevs av den amerikanske zoologen Clinton Hart Merriam 1894. Dipodomys nitratoides ingår i släktet känguruspringmöss, och familjen påsmöss. IUCN kategoriserar arten globalt som sårbar.

## Utbredning och habitat
Denna gnagare förekommer endemiskt i San Joaquin Valley i centrala Kalifornien. Den lever i regioner som ligger 50 till 800 meter över havet. Habitatet utgörs av landskap med sandig jord och med glest fördelad växtlighet, bland annat gräs, örter och buskar. Dipodomys nitratoides undviker jordbruksmark men den hittas på åkrar som ligger öde.
Dipodomys species build their burrow openings, which range from 60-80 mm in diameter, in arid and alkaline plains under shrub and grass vegetation (Whitaker, 1996). Their burrows are approximately 200-250 mm underground with a tunnel diameter of 50 mm and may be 2 to 3 meters in area (Whitaker, 1996). Burrows may consist of one vertical entrance and several slanting ones, with usually only two openings being used at a time (Whitaker, 1996). Excess side tunnels allow the rat to escape if threatened by a predator.
Arten skapar underjordiska tunnelsystem, vars öppningar är 60–80 millimeter i diameter. Den använder även naturliga håligheter. Tunnlarna är vanligtvis 200–250 millimeter under jord, med tunneldiameter av 50 millimeter och två till tre meter i utbredning.

## Beskrivning
D. nitratoides är en liten art, en av de minsta I släktet känguruspringmöss, med en kroppslängd av 211–253 millimeter. De har långa, kraftiga bakbenen och förkrympta framben, kort hals och lång svans; svanslängden är 120–152 millimeter. Arten har en mycket god hörsel, som sägs vara fyra gånger bättre än människans. Ett bra kännetecken för artbestämning är att D. nitratoides har fyra tår på bakbenen. Genomsnittsvikten är 42 gram, med variationer mellan 39 och 44 gram

## Föda
Den äter främst frön som kompletteras med gräs och gröna växtdelar. I mindre omfattning livnär sig arten även på frukt och insekter. All mat lagras i kindpåsarna tills den tagits till boet. En viss del av födan, framför allt frön, lagras i små gropar i boet. Detta säkrar födotillgången under torrtider. D. nitratoides dricker sällan vatten eftersom dess metaboliska processer frigör vatten ur födan.

## Reproduktion
Honor kan bli brunstiga under alla årstider eller bara mellan februari och september. Under tiden förekommer upp till tre kullar med 1 till 3 ungar per kull, med ett genomsnitt av 2,3 ungar och en genomsnittlig födelsevikt av 4 gram. Honan är dräktig 31 till 35 dagar. Ungarna är kvar i boet 4–5 veckor och honorna blir könsmogna efter ungefär 88 dygn.

## Livslängd
Den genomsnittliga livslängden verkar vara ungefär 2 år, men ett exemplar i fångenskap blev 9 år gammalt.
Arten är bytesdjur för skallerormar, vesslor, skunkar, kattdjur, hunddjur och fåglar.

## Underarter
Arten delas in i följande underarter:
- D. n. nitratoides[11][12]
- D. n. exilis
- D. n. brevinasus